# Regiones di 21 Lutetia
Segue una lista delle regiones presenti sulla superficie di 21 Lutetia. La nomenclatura di 21 Lutetia è regolata dall'Unione Astronomica Internazionale; la lista contiene solo formazioni esogeologiche ufficialmente riconosciute da tale istituzione.
Le regiones di Lutetia portano i nomi di province dell'Impero Romano, con l'eccezione di una dedicata a Hermann Goldschmidt, scopritore dell'asteroide.
Sono tutti stati identificati durante la missione della sonda Rosetta, l'unica ad avere finora raggiunto Lutetia.

## Prospetto
| Regio             | Eponimo | Latitudine | Longitudine | Diametro |
| ----------------- | --- | ---------- | ----------- | -------- |
| Achaia Regio      | Acaia - Provincia dell'Impero Romano approssimativamente corrispondente all'odierna Grecia.                                                                                | 28° N      | 154° W      | n.d.     |
| Baetica Regio     | Betica - Provincia dell'Impero Romano approssimativamente corrispondente all'odierna Andalusia.                                                                            | 69° N      | 42° W       | n.d.     |
| Etruria Regio     | Regio VII Etruria - Regione dell'Impero Romano approssimativamente corrispondente all'odierna Toscana.                                                                     | 19° N      | 78° W       | n.d.     |
| Goldschmidt Regio | Hermann Mayer Salomon Goldschmidt - Astronomo francese di origine tedesca (1802-1866). Scopritore di Lutetia.                                                              | 65° S      | 0° W        | n.d.     |
| Narbonensis Regio | Gallia Narbonense - Provincia dell'Impero Romano approssimativamente corrispondente alle odierne regioni francesi di Linguadoca-Rossiglione e Provenza-Alpi-Costa Azzurra. | 34° N      | 259° W      | n.d.     |
| Noricum Regio     | Norico - Provincia dell'Impero Romano situata a cavallo delle odierne Austria, Ungheria, Slovenia e Italia.                                                                | 41° N      | 350° W      | n.d.     |
| Pannonia Regio    | Pannonia - Provincia dell'Impero Romano situata a cavallo delle odierne Austria, Ungheria, Slovenia e Croazia.                                                             | 23° N      | 330° W      | n.d.     |
| Raetia Regio      | Rezia - Provincia dell'Impero Romano situata a cavallo delle odierne Austria, Germania, Svizzera e Italia.                                                                 | 20° S      | 55° W       | n.d.     |